# Кравчук Алла Миколаївна
Алла Миколаївна Кравчук (нар. 4 квітня 1973, с. Н. Добрятин Млинівського району Рівненської області) ― українська мовознавиця-полоністка, кандидат філологічних наук (1999), професорка (2015), завідувачка кафедри польської філології Львівського національного університету імені Івана Франка (2004).

## Життєпис і професійно-наукова діяльність
Народилася 4 квітня 1973 у с. Н. Добрятин Млинівського р-ну Рівненської обл. 1990–1995 навчалася у Львівському національному університеті імені Івана Франка за спеціальністю «Польська мова та література, українська мова та література». Упродовж  1995–1998 — аспірантка кафедри слов'янської філології ЛНУ імені Івана Франка 1999 захистила кандидатську дисертацію «Польська фразеологія з ономастичним компонентом» (Київ, Інститут мовознавства ім. О. О. Потебні НАНУ). 1998–2000 ―  асистент, а від 2001 — доцент кафедри слов'янської філології.  У 2003 науковиця отримала вчене звання доцента. Від 2004 працює завідувачем новоствореної у Львівському національному університет імені Івана Франка кафедри польської філології. 2015 отримала вчене звання професора.  Мовознавиця упродовж 2008–2009 здобувала післядипломну світу у Силезькому університету (спеціальність «Польська мова як іноземна і польська культура»)..
Під її керівництвом протягом 2006–2019 восьмеро аспірантів захистили дисертації на здобуття наукового ступеня кандидата філологічних наук з полоністичного мовознавства. Кафедра польської філології ЛНУ імені Івана Франка стала потужним осередком світової лінгводидактики. Сама А. Кравчук є авторкою понад 180 наукових і навчально-методичних публікацій, науковиця відома в Україні і за кордоном як провідний фахівець зі специфіки викладання польської мови українцям, популяризує в Польщі українську полоністичну лінгводидактику, а в Україні популяризує польську мову . Написані нею підручники з польської мови набули популярності не лише в різних полоністичних середовищах України, а й за кордоном ,,. Підручники отримали схвальні рецензії  польських фахівців ,,.
Вона є членкинею редколегії або наукової ради серійних наукових видань у Польщі: 
1. «Kształcenie Polonistyczne Cudzoziemców» (Лодзь)[15]
2. «Roczniki Humanistyczne» (Люблін)[16]
3. «Filologia Polska. Roczniki Naukowe Uniwersytetu Zielonogórskiego» (Зелена Ґура) [17]
4. «Słowo. Studia Językoznawcze» (Жешів) [18]
5. «Zeszyt Naukowy Prac Ukrainoznawczych» (Ґожув-Велькопольський) [19]
6. «Prace Językoznawcze» (Ольштин)[20]
7. «Kształcenie Językowe» (Вроцлав) [21]
8. «Kwartalnik Polonicum» (Варшава)
9. «Zielonogórskie Seminaria Językoznawcze» (Зелена Ґура)

Є також  рецензентом наукових публікацій у польських серійних наукових виданнях, наприклад: 
1. «In Gremium»[22]
2. «Acta Baltico-Slavica»[23]
3. «LingVaria»[24]

Від 2018 року — організатор у Львівському національному університету імені Івана Франка сертифікаційного іспиту з польської мови.

## Міжнародна співпраця
Як науковець, викладач, координатор міжнародних проєктів А. Кравчук найактивніше співпрацює із полоністами Силезького, Варшавського, Вроцлавського, Яґеллонського, Лодзького, Зеленоґурського, Жешівського, Опольського, Білостоцького університетів, Університету імені Адама Міцкевича в Познані, Університету Миколая Коперника в Торуні, Вармінсько-Мазурського університету в Ольштині, Люблінського університету ім. Марії Кюрі-Склодовської, Люблінського католицького університету Яна Павла II, Академії ім. Якуба з Парадижу в Ґожові Вєлькопольському, Університету Яна Кохановського в Кельцях, Гуманітарно-природничого університету ім. Яна Длугоша в Ченстохові, Університету Кардинала Стефана Вишинського у Варшаві, Вільнюського університету ім. Стефана Баторія, Академії освіти Університету Вітовта Великого у Вільнюсі та ін.
Учасниця конференцій у закордонних полоністичних осередках. Зокрема, взяла участь у чотирьох світових конгресах полоністики (Познань 2006, Краків 2008, Ополє 2012, Катовиці 2016 (Республіка Польща)), інших  наукових форумах,
Мовознавиця підвищувала науково-професійні кваліфікації, стажуючись в  університетах Польщі. Гостьові лекції читала у Силезькому, Зеленоґурському, Вроцлавському університетах, Університеті Миколая Коперника в Торуні, Вармінсько-Мазурському університеті в Ольштин.
У співпраці зі Школою польської мови та культури Силезького університету в Катовицях організувала трисеместровий цикл післядипломного навчання (2008–2009) для українських викладачів польської мови ,.
Мовознавиця є організатором міжнародних наукових конференцій у ЛНУ імені Івана Франка,. Згодом результати таких робіт були представлені в рецензованих колективних монографіях наукових праць (2009, 2011, 2014, 2016, 2017, 2019, 2020) ,,

## Наукові інтереси
Фразеологічна семантика (польська й українська фразеологія з ономастичним компонентом), етнолінгвістика (етностереотипи), граматика (граматичні категорії польської мови у зіставленні з українськими), прагмалінгвістика (польський мовленнєвий етикет осіб польського походження в Україні), нормативістика (специфіка мовлення сучасної польськомовної преси в Україні на тлі польської літературної норми), лінгводидактика (особливості навчання польської мови українців та інших східних слов'ян).

## Праці
Авторка понад 180 наукових, навчально-наукових та навчально-методичних публікацій, серед яких 12 підручників і посібників з польської мови та понад 90 наукових статей (українською, польською та англійською мовами, серед яких низка опублікована в престижних виданнях, що належать до міжнародних наукометричних баз). Є науковим (спів)редактором 7 збірників наукових праць, редакторкою посібників та підручників з польської мови, наукової монографії. Авторка понад 30 енциклопедичних статей про видатних польських філологів Львівського університету.

### Вибрані підручники та посібники
1. Leksykologia i kultura języka polskiego / Лексикологія і культура польської мови. — Т. 1: Leksykologia, frazeologia, leksykografia / Лексикологія, фразеологія, лексикографія: Підручник — Київ: Фірма «ІНКОС», 2011. — 328 с., вид. 2 — 2017[33].
2. Польська мова. Граматика з вправами: Підручник. — Київ: Фірма «ІНКОС», 2015. — 454 с., вид. 2 — 2016[34].
3. Методика викладання польської мови. Мова і культура в полоністичній дидактиці в Україні: Підручник / Metodyka nauczania języka polskiego. Język i kultura w dydaktyce polonistyczne na Ukrainie: Podręcznik. – Київ: Фірма „ІНКОС”, 2017. – 324 с. (співавтор: Є. Ковалевський)[35].
4. Jestem stąd. Підручник з польської мови. Комунікація. Граматика. – 2-ге вид., випр. і доп. Львів: Видавництво „Апріорі”, 2019. – 336 с. (співавтор: Є. Ковалевський)[36].
5. Jestem stąd. Підручник з польської мови. Комунікація. Граматика. — 2-ге вид., випр. і доп. Львів: Видавництво «Апріорі», 2019. — 336 с. (співавтор: Є. Ковалевський).
6. Morfologia współczesnego języka polskiego (Fleksja). 1. / Морфологія сучасної польської мови (словозміна). Ч. 1. — Львів: Українська академія друкарства, 2007. — 140 с.[37],[38]
7. Польська мова — українцям. Іменна словозміна з елементами синтаксису. — Львів: Українська академія друкарства, 2008. — 288 с.
8. Польська вимова з елементами правопису (для українців, що вивчають польську мову). — Київ: Фірма «ІНКОС», 2015. — 111 с[39].
9. Польська граматика в таблицях: Посібник. — Київ: Фірма «ІНКОС», 201 –76 с.

## Відзнаки
2004 рік — переможець Всепольського конкурсу з польської мови для іноземців (Цєшин, Силезький університет, Республіка Польща)
2012 рік — відзначена медаллю Товариства співпраці «Польща — Схід» (Республіка Польща)
2015 рік — лауреат престижної нагороди за видатні досягнення у вивченні польської мови, культури, історії та їхню популяризацію у світі — POLONICUM Варшавського університету (вручено бронзову статуетку та пам'ятний диплом),,.
2017 рік — кафедра польської філології Львівського національного університету імені Івана Франка, завідувачем якої є Алла Кравчук, за поданням Сенату Республіки Польща та Ради польської мови при президії Польської академії наук, здобула міжнародний титул «Посол польської мови поза межами Польщі» (вручено диплом і статуетку),